# La ruleta de la suerte
La ruleta de la suerte är ett spanskt tv-program i tävlingsform, som sänds av Antena 3 och presenteras av Jorge Fernández  med Laura Moure. Tidigare sändes det av samma tv-kanal mellan 1990 och 1992 och av Telecinco mellan 1993 och 1997, i båda fallen under namnet La roulette de la fortuna. Det är den spanska versionen av den amerikanska tävlingen Wheel of Fortune i USA.
Med La ruleta de la suerte invigde Antena 3 sina ordinarie sändningar 1990. Det var det det första underhållningsprogrammet som sändes av en privat tv-kanal i Spanien.